# غيستابو
الغِستابو أو الجيستابو أو الغيستابو أو البوليس السري الألماني (غيستابو هي كلمة مختصرة من جيهايم شتاتس بوليتساي; Geheime Staatspolizei أي شرطة (Polizei) الدولة (Staat) السرية (geheime)،  كانت الشرطة السرية الرسمية لألمانيا النازية وفي أوروبا التي تحتلها ألمانيا. وهو أكثر أجهزة الأمن الألمانية شهرة وسرية وهي المسؤولة عن العديد من عمليات الاغتيال والتدمير للملايين خلال فترة الحكم النازي تأسست لحماية الدولة الألمانية والحزب النازي. وقد تم تأسيس الشرطة السرية في 26 أبريل 1933 في بروسيا.
أسسه النازي هيرمان جورينج في عام 1933 من خلال الجمع بين مختلف وكالات الشرطة الأمنية في بروسيا في منظمة واحدة، وقام على إعداده من ضباط الشرطة المحترفين بعد حيازة أدولف هتلر على زمام الأمور في ألمانيا النازية. وتمحور دور الشرطة السرية على حماية الدولة وتشكيل قوة ضاربة لمن يتربص بالدولة بالأعمال التخريبة أو التجسسية أو الخيانة. وتم تغيير القانون الألماني بصورة تجعل الغيستابو يتحرك بصورة حرة وبعيدًا عن المساءلة القانونية. وكما وصف قاضي ألماني أفعال الغيستابو بالتالي «طالما تتحرك الغيستابو بمشيئة الحزب، فإن حركات الغيستابو وأفعاله قانونية». ونص القانون الألماني نصًا صريحًا بإعفاء الغيستابو من المثول أمام المحاكم الألمانية مما حال بين المواطنين المدنيين ووصول شكواهم إلى القضاء الألماني.
ابتداءً من 20 أبريل 1934 انتقلت إلى إدارة زعيم شوتزستافيل هاينريش هيملر، الذي عينه هتلر عام 1936 رئيسًا للشرطة الألمانية (شيف دير دويتشن بوليزي). أصبحت غيستابو في هذا الوقت وكالة وطنية وليست وكالة بروسية كمكتب فرعي ل شرطة الأمن (سيبو). ثم أدارها -من 27 سبتمبر 1939 إلى ما بعد- مكتب الأمن الرئيسي للرايخ. أصبحت تعرف باسم Amt (قسم) 4 لمكتب الأمن الرئيسي لرايخ واعتبرت منظمة شقيقة لالشرطة الأمنية الألمانية). خلال الحرب العالمية الثانية، لعب اغيجستابو دورًا رئيسيًا في الخطة النازية لإبادة يهود أوروبا.
لعل من أهم صور تعسف الغيستابو يتمثل في سلطة الجهاز السري في احتجاز الأشخاص بدون دعوى قضائية. وكان الشخص المحجوز يقوم على التوقيع على ورقة تخوّل الغيستابو على احتجازه وينتزع هذا التخويل من الأشخاص عادة عن طريق التعذيب الجسدي. وفي عام 1934، تعرّض غورينغ لضغوط من قبل هينريك هيملر لضم الغيستابو تحت لواء الأخير مما قوّى من شوكة هيملر لأبعد الحدود.
خلال الحرب العالمية الثانية، بلغ عدد العاملين في جهاز الشرطة السرية إلى 45.000 فرد. وعمل أفراد الجهاز في الأراضي التي احتلتها ألمانيا خلال الحرب العالمية الثانية وساهموا في التعرف على الشيوعيين واليهود والمثليين والعمل على تهجيرهم قسريًا إلى معسكرات الاعتقال ثم القضاء عليهم. وخلال محاكم نورمبرغ، تمت إدانة جهاز الغيستابو بالجرائم الفظيعة التي ارتكبها الجهاز في حق البشرية.

## التاريخ
بعد أن أصبح أدولف هتلر مستشار ألمانيا، عين هيرمان جورينج -قائد سلاح الجو الألماني والرجل الثاني في الحزب وزير الداخلية في بروسيا.  هذا أعطى غورينج قيادة أكبر قوة شرطة في ألمانيا. بعد ذلك بفترة وجيزة، فصل غورينغ الأقسام السياسية والاستخبارية من الشرطة وملأ صفوفها بالنازيين. في 26 أبريل 1933، دمج جورنج الوحدتين تحت اسم جاهايمش شستايتس بوليتساي، والتي اختصرها كاتب مكتب البريد فرانكي وأصبحت تُعرف باسم «غيستابو».   أراد في الأصل تسمية المكتب السري للشرطة (Geheimes Polizeiamt)، لكن الأحرف الأولى من الحروف الألمانية "GPA" كانت مشابهة جدًا لتلك الموجودة في المديرية السياسية للدولة السوفيتية (Gosudarstvennoye Politicheskoye Upravlenie ، أو GPU). 
كان القائد الأول للغيستابو رودولف ديلز، أحد رعاة غورينغ. تم تعيين ديلز بلقب رئيس أبتاليون Ia (القسم 1 أ) من الشرطة السياسية في وزارة الداخلية البروسية.  اشتهر ديلز بأنه المحقق الرئيسي لمارينوس فان دير لوب بعد حريق الرايخستاغ. في أواخر عام 1933، أراد وزير الداخلية الرايخ فيلهلم فريك دمج جميع قوات الشرطة للولايات الألمانية تحت سيطرته. تجاوزه غورينغ بإزالته الإدارات السياسية والاستخبارات البروسية من وزارة الداخلية بالولاية.  استولى غورينغ على الغيستابو في عام 1934 وحث هتلر على بسط سلطة الوكالة في جميع أنحاء ألمانيا. يمثل هذا خروجًا جذريًا عن التقاليد الألمانية، التي رأت أن إنفاذ القانون كان (في الغالب) أرضًا (ولاية) ومسألة محلية. في هذا، واجه صراعًا مع هاينريش هيملر، الذي كان قائد شرطة ثاني أقوى دولة ألمانية، بافاريا. لم يكن لدى فريك القوة السياسية لمواجهة غورينغ بمفرده، لذا فقد تحالف مع هيملر. بدعم من فريك، استولى هيملر (مدفوعًا من قبل الرجل الأيمن، راينهارد هيدريش) على الشرطة السياسية للدولة بعد الدولة. سرعان ما بقي بروسيا فقط. 
قلقًا من أن ديلز لم يكن قاسيًا بما يكفي لمواجهة قوة كتيبة العاصفة (SA) بشكل فعال، سلم غورينج السيطرة على الغيستابو إلى هيملر في 20 أبريل 1934.  أيضا في ذلك التاريخ، عين هتلر هيملر رئيسًا لجميع الشرطة الألمانية خارج بروسيا. استمر هايدريش، الذي عينه رئيس الغيستابو من قبل هيملر في 22 أبريل 1934، أيضًا كرئيس لجهاز الأمن SS (الشرطة الأمنية الألمانية؛ SD).  بدأ كل من هيملر وهايدريش على الفور في تثبيت أفرادهم في مواقع مختارة، وكان العديد منهم مباشرة من الشرطة السياسية البافارية، مثل هاينريش مولر وفرانز جوزيف هوبر وجوزيف ميسينجر.  العديد من موظفي الغيستابو في المكاتب التي تم تأسيسها حديثًا من الشباب والمتعلمين تعليماً عالياً في مجموعة واسعة من المجالات الأكاديمية، علاوة على ذلك، مثلوا جيلًا جديدًا من أتباع الاشتراكيين الوطنيين، الذين كانوا يعملون بجد وفعالية واستعداد للقيام الدولة النازية إلى الأمام من خلال اضطهاد خصومها السياسيين. 
بحلول ربيع عام 1934، سيطر هيملر على الشرطة الامنية الألمانية والغيستابو، ولكن بالنسبة له، لا تزال هناك مشكلة، حيث كانت SS (والغيستابو بالوكالة) تابعة لكتيبة العاصفة، والتي كانت تحت قيادة إرنست روم.  أراد هيملر تحرير نفسه تمامًا من روم، الذي اعتبره عقبة.  كان موقف روم مهددًا حيث سقط أكثر من 4.5 مليون رجل تحت قيادته بمجرد استيعاب الميليشيات ومنظمات المحاربين القدامى من قبل كتيبة العاصفة،  الأمر الذي غذى تطلعات روم؛ كان حلمه في دمج كتيبة العاصفة والرايخويهر معًا تقويض علاقات هتلر مع قيادة القوات المسلحة الألمانية.  العديد من الزعماء النازيين، من بينهم غورينغ وجوزيف جوبلز ورودولف هيس وهيملر، حملة منسقة لإقناع هتلر باتخاذ إجراءات ضد روم.  كل من الشرطة الأمنية والغيستابو معلومات تتعلق بانقلاب وشيك من قبل كتيبة العاصفة.  بمجرد الإقناع، تصرف هتلر عن طريق وضع هيملر في العمل، ثم شرع في قتل أكثر من 100 من خصوم هتلر الذين تم تحديدهم. قدم الغيستابو المعلومات التي تورط كتيبة العاصفة وتمكن في نهاية المطاف هيملر وهايدريتش من تحرير أنفسهم بالكامل من المنظمة.  بالنسبة إلى الغيستابو، تميز العامان التاليان ليلة السكاكين الطويلة، وهو مصطلح يصف الانقلاب ضد روم وكتيبة العاصفة، بـ «المشاحنات السياسية وراء الكواليس حول الشرطة». 
في 17 يونيو 1936، أمر هتلر بتوحيد جميع قوات الشرطة في ألمانيا وعين هيملر رئيسًا للشرطة الألمانية.  هذا الإجراء إلى دمج الشرطة بشكل فعال في قوات الأمن الخاصة وإزالتها من سيطرة فريك. كان هيملر خاضعًا اسمياً لفريك كرئيس للشرطة، ولكن كرئيس للجيش الألماني، رد على هتلر فقط. كما أعطت هذه الخطوة هيملر سيطرة تشغيلية على كامل قوة المباحث في ألمانيا.  أصبحت الجستابو وكالة وطنية للدولة. كما حصل هيملر على السلطة على جميع وكالات إنفاذ القانون النظامية في ألمانيا، والتي تم دمجها في شرطة النظام الجديد (Orpo؛ Order Police)، التي أصبحت وكالة وطنية تحت قيادة الجنرالكورت دالوج.  بعد ذلك بوقت قصير، تم إنشاؤها هيملر في إدارة التحقيقات الجنائية (Kripo؛ للشرطة الجنائية)، ودمج ذلك مع الجستابو في شرطة الأمن (سيبو، شرطة الأمن)، تحت قيادة هيدريش ل.  كان هاينريش مولر في ذلك الوقت رئيس عمليات الجستابو. 
كان لدى الجستابو سلطة التحقيق في حالات الخيانة والتجسس والتخريب والهجمات الإجرامية على الحزب النازي وألمانيا. أعطى قانون الجستابو الأساسي الذي أصدرته الحكومة في عام 1936 قانون الجستابو التفويض للعمل دون مراجعة قضائية - في الواقع، ووضعه فوق القانون.  تم إعفاء الجستابو على وجه التحديد من المسؤولية أمام المحاكم الإدارية، حيث يمكن للمواطنين عادة مقاضاة الدولة لتتوافق مع القوانين. في وقت مبكر من عام 1935، قضت محكمة إدارية بروسية بأن إجراءات الجستابو لم تخضع للمراجعة القضائية. وقد لخص ضابط القوات الخاصة فيرنر بيست، رئيس الشؤون القانونية لمرة واحدة في الجستابو،  هذه السياسة بالقول، «طالما أن الشرطة تنفذ إرادة القيادة، فإنها تتصرف بشكل قانوني». 
في 27 سبتمبر 1939، تم دمج وكالات الأمن والشرطة في ألمانيا النازية - باستثناء الشرطة النظامية - في مكتب الأمن الرئيسي للرايخ (RSHA)، برئاسة Heydrich.  أصبح الجستابو Amt IV (القسم الرابع) من RSHA وأصبح مولر رئيس الجستابو، مع هايدريش كرئيسه المباشر.  بعد اغتيال هيدريش عام 1942، تولى هيملر قيادة RSHA حتى يناير 1943، عندما تم تعيين إرنست كالتنبرونر رئيسًا.  ظل مولر رئيس الجستابو. ترأس مرؤوسه المباشر أدولف أيخمان مكتب إعادة التوطين في الجستابو ثم مكتب الشؤون اليهودية (Referat IV B4 أو القسم الفرعي IV، القسم B4).  خلال الهولوكوست، قام أيخمان ووكالته بتنسيق الترحيل الجماعي لليهود الأوروبيين إلى معسكرات الإبادة النازية. 

## مكافحة التجسس
تلقت الحكومة البولندية في المنفى في لندن خلال الحرب العالمية الثانية معلومات عسكرية حساسة عن ألمانيا النازية من عملاء ومخبرين في جميع أنحاء أوروبا. بعد أن غزت ألمانيا بولندا في خريف عام 1939، اعتقد مسؤولو الجستابو أنهم قاموا بتحييد أنشطة المخابرات البولندية. ومع ذلك، كانت بعض المعلومات البولندية حول حركة الشرطة الألمانية ووحدات SS إلى الشرق خلال الغزو الألماني للاتحاد السوفيتي في خريف عام 1941 مماثلة للمعلومات التي تم الحصول عليها من المخابرات البريطانية سراً من خلال اعتراض وفك تشفير الشرطة الألمانية ورسائل SS المرسلة عبر الراديو التلغراف. 
في عام 1942، اكتشف الغيستابو مخبأ لوثائق المخابرات البولندية في براغ وفوجئ بأن العملاء والمخبرين البولنديين كانوا يجمعون معلومات عسكرية مفصلة ويهربونها إلى لندن عبر بودابست وإسطنبول. حدد البولنديون وتتبعوا القطارات العسكرية الألمانية إلى الجبهة الشرقية وحددوا أربع كتائب شرطة النظام التي تم إرسالها إلى المناطق المحتلة من الاتحاد السوفياتي في أكتوبر 1941 والتي شاركت في جرائم الحرب والقتل الجماعي. 
كما جمع العملاء البولنديون معلومات مفصلة عن معنويات الجنود الألمان في الشرق. بعد الكشف عن عينة من المعلومات التي أبلغ عنها البولنديون، خلص مسؤولو الجستابو إلى أن نشاط المخابرات البولندية يمثل خطرًا خطيرًا للغاية على ألمانيا. في أواخر 6 يونيو 1944، أنشأ هاينريش مولر - قلقًا بشأن تسرب المعلومات إلى الحلفاء - وحدة خاصة تسمى Sonderkommando Jerzy كان الغرض منها اجتثاث شبكة المخابرات البولندية في غرب وجنوب غرب أوروبا. 

## مقاومة
في وقت مبكر من وجود النظام، تم اتخاذ تدابير قاسية للمعارضين السياسيين وأولئك الذين قاوموا العقيدة النازية (على سبيل المثال، الشيوعيون)، وهو دور قامت به كتيبة العاصفة حتى قوض الشرطة الأمنية والغيستابو نفوذهم وسيطروا على الأمن في الرايخ.  ولأن الجستابو بدى علم لانهائي والقدرة الكلية، فإن جو الخوف الذي خلقوه أدى إلى المبالغة في تقدير مدى وصولهم وقوتهم. تقييم خاطئ أعاق الفعالية التشغيلية لمنظمات المقاومة السرية.  لم يتم التسامح مع الكراهية لهتلر ونظامه، لذلك كان للجستابو دور مهم في مراقبة ومقاضاة جميع الذين عارضوا الحكم النازي، سواء بشكل علني أو سرا.

### المعارضة الدينية
شهدت أجزاء كثيرة من ألمانيا (حيث كان الاختلاف الديني موجودًا عند الاستيلاء النازي على السلطة) تحولًا سريعًا. تغيير كما لاحظ الجستابو في المدن المحافظة مثل فورتسبورغ، حيث يخضع الناس للنظام إما من خلال الإقامة أو التعاون أو الامتثال البسيط.  الاعتراضات الدينية المتزايدة على السياسات النازية إلى دفع الجستابو لمراقبة المنظمات الكنسية بعناية. بالنسبة للجزء الأكبر، لم يقدم أعضاء الكنيسة مقاومة سياسية ولكنهم أرادوا ببساطة ضمان بقاء المذهب التنظيمي كما هو. 
ومع ذلك، سعى النظام النازي إلى قمع أي مصدر أيديولوجي آخر غير مصدره، وانطلق إلى تكميم أو سحق الكنائس في ما يسمى كرشنكامبف. عندما أعرب قادة الكنيسة (رجال الدين) عن شكهم في برنامج القتل الرحيم والسياسات العنصرية النازية، ألمح هتلر إلى أنه يعتبرهم «خونة للشعب» وذهب إلى حد وصفهم بـ «مدمري ألمانيا».  تسببت معاداة السامية المتطرفة والهرطقات الوثنية الجديدة للنازيين في مقاومة بعض المسيحيين بشكل صريح،  وأصدر البابا بيوس الحادي عشر منشور البابا، الكنيسة والرايخ الألماني الذي يندد بالنازية ويحذر الكاثوليك من الانضمام إلى الحزب أو دعمه. بعض الرعاة، مثل رجل الدين البروتستانتي ديتريش بونهوفر، دفعوا حياتهم مقابل معارضتهم.  
في محاولة لمواجهة قوة وتأثير المقاومة الروحية، تكشف السجلات النازية أن الغيستابو Referat B1 راقبت أنشطة الأساقفة عن كثب - وأمروا بتأسيس وكلاء في كل أبرشية، ويجب الحصول على تقارير الأساقفة للفاتيكان وأن مجالات نشاط الأساقفة يجب اكتشافها. كان من المقرر استهداف العمداء كـ «عيون وآذان الأساقفة» و «شبكة واسعة» أنشئت لرصد أنشطة رجال الدين العاديين: «إن أهمية هذا العدو هي ما يجعل مفتشي الشرطة الأمنية وجهاز الأمن هذه المجموعة من الناس والأسئلة التي ناقشوها همهم الخاص». 
في داكاو: التاريخ الرسمي 1933-1945، كتب بول بربن أن رجال الدين كانوا يراقبون عن كثب، وكثيرا ما شجبوا، واعتقلوا، وأرسلوا إلى معسكرات الاعتقال النازية: عانى آخر من نفس المصير لتحذير فتاة أرادت الزواج من رجل SS بعد التخلي عن الإيمان الكاثوليكي؛ وآخر لأنه قدم خدمة لشيوعي متوفى". واعتُقل آخرون ببساطة على أساس "الاشتباه في قيامهم بأنشطة معادية للدولة" أو أن هناك سبب "لافتراض أن تعاملاته قد تضر بالمجتمع".  تم سجن أكثر من 2700 من رجال الدين الكاثوليك والبروتستانت والأرثوذكس في داخاو وحدها. بعد اغتيال هيدريش (الذي كان معاديًا بشدة للكاثوليكية والمسيحية) في براغ، قام خليفته، إرنست كالتنبرونر، بتخفيف بعض السياسات ثم حل قسم IVB (المعارضين الدينيين) من الجستابو. 

### المعارضة الطلابية
بين يونيو 1942 ومارس 1943، كانت احتجاجات الطلاب تدعو إلى إنهاء النظام النازي. وشملت هذه المقاومة اللاعنفية لهانز وصوفي شول، وهما زعيمان في مجموعة طلاب الوردة البيضاء.  ومع ذلك، تعثرت جماعات المقاومة وأولئك الذين كانوا في معارضة أخلاقية أو سياسية للنازيين بسبب الخوف من الانتقام من الجستابو. خوفًا من الإطاحة الداخلية، تم إطلاق قوى الجستابو على المعارضة.  شهدت الأشهر الخمسة الأولى من عام 1943 آلاف الاعتقالات والإعدامات حيث مارس الجستابو سلطاتهم على الجمهور الألماني. تم إعدام قادة المعارضة الطلابية في أواخر فبراير، ودمرت منظمة معارضة رئيسية، أوستر سيركل، في أبريل 1943.  بلغت محاولات مقاومة النظام النازي القليل جدًا ولم يكن لديها سوى فرص طفيفة للنجاح، خاصة منذ النسبة المئوية للشعب الألماني لم تدعم الحركات المعارضة. 

### المعارضة العامة والتآمر العسكري
بين عامي 1934 و1938، بدأ معارضو النظام النازي ورفاقهم في الظهور. كان من بين أول من تحدثوا معارضين دينيين، ولكن في أعقابهم كان المعلمون ورجال الأعمال الأرستقراطيون والعاملين في المكاتب والمدرسين وغيرهم من كل مناحي الحياة تقريبًا.  سرعان ما علم معظم الناس أن المعارضة المفتوحة كانت خطيرة لأن مخبرين وعملاء الجستابو منتشرون على نطاق واسع. ومع ذلك، لا يزال عدد كبير منهم يعملون ضد الحكومة الاشتراكية الوطنية. 
خلال مايو 1935، انفصل الجستابو واعتقل أعضاء «ماركويتز سيركل»، وهي مجموعة من الاشتراكيين السابقين الذين كانوا على اتصال مع أوتو ستراسر، الذين سعوا إلى إسقاط هتلر.  منذ منتصف الثلاثينيات وحتى أوائل الأربعينيات - قاتلت مجموعات مختلفة مكونة من الشيوعيين والمثاليين والطبقة العاملة ومنظمات المعارضة المحافظة اليمينية المتطرفة بشكل خفي ضد حكومة هتل، والعديد منها مؤامرات مدبرة اشتملت على اغتيال هتلر.. جميعهم تقريبًا إما تم اكتشافهم أو اختراقهم من قبل الجستابو. هذا أدى إلى اعتقالات مماثلة، وإرسالها إلى معسكرات الاعتقال والإعدام.  إحدى الطرق التي استخدمها الجستابو للتعامل مع هذه الفصائل المقاومة كانت «الاعتقال الوقائي» الذي سهل العملية في تسريع المعارضين إلى معسكرات الاعتقال والتي لم يكن هناك دفاع قانوني ضدها. 
وقد أعيقت الجهود المبكرة لمقاومة النازيين بمساعدة من الخارج عندما لم ينجح حساسو المعارضة في المعارضة للحلفاء الغربيين في النجاح. كان هذا جزئيًا بسبب حادثة فينلو في 9 نوفمبر 1939،  حيث قام عملاء الشرطة الامنية والجستابو، الذين تظاهروا بأنهم معادون للنازيين في هولندا، باختطاف ضابطين في المخابرات السرية البريطانية (SIS) بعد إغرائهم باجتماع لمناقشة شروط السلام. دفع هذا ونستون تشرشل إلى حظر أي اتصال آخر مع المعارضة الألمانية.  وقت لاحق، لم يرغب البريطانيون والأمريكيون في التعامل مع معادين النازيين لأنهم كانوا يخشون من أن الاتحاد السوفييتي يعتقد أنهم يحاولون إبرام صفقات وراء ظهورهم. 
كانت المعارضة الألمانية في وضع لا يحسد عليه بحلول أواخر الربيع وبداية صيف عام 1943. من ناحية، كان من المستحيل عليهم الإطاحة بهتلر والحزب. من ناحية أخرى، لم يعني مطلب الحلفاء بالاستسلام غير المشروط أي فرصة لسلام توفيقي، مما ترك الجيش والأرستقراطيين المحافظين الذين عارضوا النظام أي خيار (في نظرهم) بخلاف استمرار النضال العسكري.  على الرغم من الخوف من الجستابو بعد الاعتقالات الجماعية وعمليات الإعدام في الربيع، ما زالت المعارضة مدبرة ومخططة. واحدة من المخططات الأكثر شهرة، عملية فالكيري، تضمنت عددًا من كبار الضباط الألمان ونفذها العقيد كلاوس شينك جراف فون ستافنبرج. في محاولة لاغتيال هتلر، زرع شتاوفنبرج قنبلة تحت طاولة مؤتمر داخل المقر الميداني لوكر الذئب.  فشلت محاولة الاغتيال هذه، المعروفة بمؤامرة 20 يوليو، وأصيب هتلر بجروح طفيفة. تشير التقارير إلى أنه الجستابو غير مدرك لهذه المؤامرة حيث لم يكن لديهم ما يكفي من الحماية في المكان المناسب ولم يتخذوا أي خطوات وقائية.   تم إطلاق النار على ستوفنبرج ومجموعته في 21 يوليو 1944؛ في غضون ذلك، تم القبض على زملائه المتآمرين من قبل الجستابو وإرسالهم إلى معسكر اعتقال. بعد ذلك، كانت هناك محاكمة عرضية يشرف عليها رولاند فريسلر، يتبعها إعدامهم. 
في النمسا كانت هناك مجموعات ذات دوافع هابسبورغ كمقاومة إضافية مقارنة ببقية الرايخ الألماني. كانت هذه هي بؤرة الجستابو الخاصة. لأن هدفهم المشترك - الإطاحة بالنظام النازي، وإعادة تأسيس النمسا المستقلة تحت قيادة هابسبورغ - كان استفزازًا خاصًا للنظام النازي. خاصة لأن هتلر شعر بالكره لعائلة هابسبورغ. رفض هتلر بشكل قاطع مبادئ هابسبورغ التي تعود إلى قرون من «العيش ودع العيش» فيما يتعلق بالجماعات العرقية والشعوب والأقليات والأديان والثقافات واللغات. على العكس من ذلك، كانت مجموعات مقاومة هابسبورغ هذه هجومية للغاية ضد الدولة الإرهابية الاشتراكية الوطنية. تعتبر خطط مقاتل مقاومة هابسبورغ كارل بوريان، الذي أعدم لاحقًا، لتفجير مقر الجستابو في فيينا محاولة فريدة في الرايخ الألماني للتصرف بقوة ضد الجستابو. تم أيضًا تمرير خطط ومرافق إنتاج صواريخ فاو-2، ودبابات النمر والطائرات بنجاح كبير إلى الحلفاء عبر مجموعة المقاومة النمساوية بقيادة هاينريش ماير.
كان بعض الألمان مقتنعين بأن من واجبهم تطبيق جميع الوسائل الممكنة لإنهاء الحرب في أسرع وقت ممكن. قام أفراد من قيادة أبفير (المخابرات العسكرية) بجهود التخريب، حيث قاموا بتجنيد أشخاص معروفين بمعارضة النظام النازي.  قام الجستابو بقمع المعارضين في ألمانيا بقسوة، كما فعلوا في كل مكان آخر. أصبحت المعارضة أكثر صعوبة. كانت الاعتقالات والتعذيب وعمليات الإعدام شائعة. أصبح الإرهاب ضد «أعداء الدولة» أسلوب حياة إلى درجة أنه تم تطبيع حضور الجستابو وأساليبه في أذهان الناس الذين يعيشون في ألمانيا النازية. 

## التنظيم
في يناير 1933، تم تعيين هيرمان غورينغ، وزير هتلر بدون حقيبة، رئيسًا للشرطة البروسية وبدأ في ملء الوحدات السياسية والاستخباراتية للشرطة السرية البروسية بأعضاء الحزب النازي.  بعد عام من تأسيس المنظمات، كتب غورينغ في منشور بريطاني حول إنشاء المنظمة بمبادرة منه وكيف كان «المسؤول الرئيسي» عن القضاء على التهديد الماركسي والشيوعي لألمانيا وبروسيا.  وصف أنشطة المنظمة، تفاخر غورينغ بالقسوة المطلقة المطلوبة لانتعاش ألمانيا، وإنشاء معسكرات اعتقال لهذا الغرض، وحتى ذهب إلى الادعاء بأن التجاوزات قد ارتكبت في البداية، مع سرد كيفية حدوث الضرب هنا وهناك.  في 26 أبريل 1933، أعاد تنظيم Amt III للقوة باسم Gestapa (المعروف باسم «sobriquet» Gestapo)،  كانت شرطة الدولة السرية تهدف إلى خدمة القضية النازية.  بعد أقل من أسبوعين في أوائل مايو 1933، انتقل الجستابو إلى مقرهم الرئيسي في برلين في Prinz-Albrecht-Straße 8. 
مع اندماجها عام 1936 مع كريبو (الشرطة الجنائية الوطنية) لتشكيل وحدات فرعية من Sicherheitspolizei (سيبو؛ الشرطة الأمنية)، تم تصنيف الجستابو كوكالة حكومية. جعله هيملر من خلال تعيينه في Chef der Deutschen Polizei (رئيس الشرطة الألمانية)، جنبًا إلى جنب مع Reichsführer-SS، مستقلاً عن السيطرة الاسمية لوزير الداخلية لفيلهلم فريك.  
تم وضع سيبو تحت القيادة المباشرة لراينهارد هايدريش الذي كان بالفعل رئيسًا لمخابرات الحزب النازي، الشرطة الأمنية الألمانية (SD).  كانت الفكرة هي تحديد ودمج وكالة الحزب (SD) بشكل كامل مع وكالة الدولة (SiPo). تم تشجيع معظم أعضاء سيبو أو تطوعوا ليصبحوا أعضاء في قوات الأمن الخاصة، وحصل الكثير منهم على رتبة في كلتا المنظمتين. ومع ذلك، في الواقع كان هناك تداخل في الولاية ونزاع تشغيلي بين الشرطة الأمنية الألمانية والغيستابو. 
في سبتمبر 1939، تم دمج سيبو مع الشرطة الأمنية الألمانية في مكتب الأمن الرئيسي للرايخ الذي تم إنشاؤه حديثًا (رشا؛ Reich Main Security Office). أصبح كل من الغيستابو وكريبو إدارات متميزة داخل رشا.  الرغم من حل Sicherheitspolizei رسميًا، تم استخدام مصطلح سيبو المجازي لوصف أي أفراد مكتب الأمن الرئيسي للرايخ طوال الفترة المتبقية من الحرب. بدلاً من تغييرات اصطلاح التسمية، لا يمكن فهم البنية الأصلية لسيبو والغيستابو وكريبو بشكل كامل على أنها «كيانات منفصلة»، حيث أنها شكلت في النهاية «تكتل تم فيه ربط كل منها ببعضها البعض وقوات الأمن الخاصة من خلال خدمة الأمن الخاصة بها، الشرطة الأمنية الألمانية». 
مثّل إنشاء مكتب الأمن الرئيسي للرايخ إضفاء الطابع الرسمي، على المستوى الأعلى، على العلاقة التي عملت فيها الشرطة الأمنية كوكالة استخبارات لشرطة الأمن. يوجد تنسيق مماثل في المكاتب المحلية. داخل ألمانيا والمناطق التي تم دمجها داخل الرايخ لأغراض الإدارة المدنية، كانت المكاتب المحلية للجباب والشرطة الجنائية والشرطة الأمنية منفصلة بشكل رسمي. كانوا عرضة لتنسيق من قبل مفتشي الشرطة الأمنية والشرطة الامنية على موظفي أعلى قوات الأمن الخاصة المحلية وقادة الشرطة، ومع ذلك، واحدة من المهام الرئيسية لوحدات الشرطة الامنية المحلية كانت لتكون بمثابة وكالة المخابرات المحلية وحدات الجستابو. في الأراضي المحتلة، كانت العلاقة الرسمية بين الوحدات المحلية من الجستابو والشرطة والشرطة الأمنية أقرب قليلاً. 
أصبح الجستابو معروفًا باسم RSHA Amt IV («القسم أو المكتب الرابع») مع هاينريش مولر كرئيس لها.  في يناير 1943، عين هيملر رئيس إرنست كالتنبرونر مكتب الأمن الرئيسي للرايخ؛ بعد حوالي سبعة أشهر من اغتيال هيدريش.  كانت الأقسام الداخلية المحددة لـ Amt IV كما يلي: 

### القسم أ (المعارضون السياسيون)
- الشيوعيون (A1)
- مكافحة التخريب (A2)
- الرجعيين والليبراليين والمعارضة (A3)
- خدمات الحماية (A4)

### القسم ب (الطوائف والكنائس)
- الكاثوليكية (ب 1)
- البروتستانتية (B2)
- الماسونيون والكنائس الأخرى (B3)
- الشؤون اليهودية (B4)

### القسم ج (شؤون الإدارة والحزب)
المكتب الإداري المركزي للجيستابة، المسؤول عن ملفات البطاقات لجميع الموظفين بما في ذلك جميع المسؤولين.
- الملفات والبطاقات والفهارس والمعلومات والإدارة (C1)
- الحضانة الوقائية (C2)
- المكتب الصحفي (C3)
- مسائل NSDAP (C4)

### القسم دي (الأراضي المحتلة)
إدارة المناطق خارج الرايخ.
- شؤون المحمية ، محمية بوهيميا ومورافيا ، مناطق يوغوسلافيا ، اليونان (D1)
  - أول مفرزة قتالية خاصة في بلغراد
- الحكومة العامة (D2)
- مكتب سري - معادون أجانب ومهاجرون (D3)
- الأراضي المحتلة - فرنسا، بلجيكا، هولندا، النرويج، الدنمارك (D4)
- الأراضي الشرقية المحتلة (دال 5)

### القسم E (الأمن ومكافحة التجسس)
- في الرايخ (E1)
- السياسة والتكوين الاقتصادي (E2)
- الغرب (E3)
- اسكندنافيا (شمال) (E4)
- الشرق (E5)
- الجنوب (E6)

في عام 1941 Referat N، تم تشكيل مكتب القيادة المركزية للغيستابو. ومع ذلك، ظلت هذه الإدارات الداخلية وظل الجستابو قسمًا تحت مظلة مكتب الأمن الرئيسي للرايخ. المكاتب المحلية من الجستاب، والمعروفة باسم الجستابو Leitstellen وStellen، أجاب لقائد محلي المعروفة باسم Inspekteur der Sicherheitspolizei اوند دي SD («مفتشية دائرة شرطة الأمن والأمن») الذي، بدوره، كان تحت قيادة الثنائي للإحالة N من الجستابو وكذلك قائد قوات الأمن الخاصة والشرطة المحلية.  
احتفظ الجستابو أيضًا بمكاتب في جميع معسكرات الاعتقال النازية، وعقد مكتبًا على موظفي كتيبة العاصفة وقادة الشرطة، وزود الأفراد حسب الحاجة إلى تشكيلات مثل أينزاتسغروبن. غالبًا ما تم إقالة الموظفين المكلفين بهذه الواجبات الإضافية من سلسلة قيادة الجستابو، وكانوا تحت سلطة فروع قوات الأمن الخاصة.

### الرتب
احتفظ الجستابو برتب الشرطة التحريرية التي تم استخدامها لجميع الضباط، سواء أولئك الذين كانوا والذين لم يكونوا أعضاء في قوات الأمن الخاصة في نفس الوقت. 
| مهنة مبتدئة             | مهنة كبار                                                                | مكافئ Orpo             | ما يعادل SS         |
| ----------------------- | ------------------------------------------------------------------------ | ---------------------- | ------------------- |
| Krunalassistentanwärter |                                                                          | Wachtmeister           | Unterscharführer    |
| apl. متشدد              |                                                                          | Oberwachtmeister       | Scharführer         |
| متشدد                   |                                                                          | Revieroberwachtmeister | Oberscharführer     |
| متشدد                   |                                                                          | Hauptwachtmeister      | Hauptscharführer    |
| Krجينsekretär           |                                                                          | حكيم                   | Sturmscharführer    |
| Krunalobersekretär      | Hilfskr Criminalkommissar Kriminkommissar auf Probe apl. Kriminkommissar | Leutnant               | Untersturmführer    |
| Krunginspektor          | كرونكومكيسار مع أقل من ثلاث سنوات في هذا الرتبة                          | Oberleutnant           | Obersturmführer     |
|                         | Kriminkommissar كرينجرات بأقل من ثلاث سنوات في تلك الرتبة                | هاوبتمان               | Hauptsturmführer    |
|                         | كرينجرات Kriminédirektor Regierungs- und Krungrat                        | رائد                   | Sturmbannführer     |
|                         | Oberregierungs- ش. كرينجرات                                              | Oberstleutnant         | Obersturmbannführer |
|                         | ريجيرونجس - ش. Kriminédirektor Reichskr Criminaldirektor                 | أوبرست                 | Standartenführer    |

- مهنة المبتدئين = einfacher Vollzugsdienst der Sicherheitspolizei (Laufbahn U 18: SS-Unterführer der Sicherheitspolizei und des SD) .
- مهنة عليا = leitender Vollzugsdienst der Sicherheitspolizei (Laufbahn XIV: SS-Führer der Sicherheitspolizei und des SD) .

مهنة التحقيق الجنائي الإناث
وفقًا للوائح الصادرة عن مكتب الأمن الرئيسي في الرايخ في عام 1940، يمكن توظيف النساء اللاتي تم تدريبهن في العمل الاجتماعي أو حاصلات على تعليم مماثل كمحققات. قادة الشباب من الإناث والمحامين ومدراء الأعمال من ذوي الخبرة في مجال العمل الاجتماع، القيادات النسائية في خدمات عمال الرايخ الإداريين والعاملين في البوند دويتشر مادل تم توظيفهن كرجال المباحث بعد دورة مدتها سنة واحدة إذا كانت لديهم عدة سنوات من الخبرة المهنية. في وقت لاحق أيضا تم توظيف ممرضات ومعلمات رياض الأطفال وتدريب الموظفين التجاري أنثوية الاستعداد لعمل الشرطة كرجال المباحث الإناث بعد دورة لمدة عامين بعد عامين في تعزيز Kriminaloberassistentin إلى Kriminalsekretärin يمكن أن يحدث، بعد سنتين أو ثلاث سنوات أخرى في هذا الصف يمكن ترقية المحققة إلى Kriminobersekretärin. كان من الممكن أيضًا إجراء المزيد من الترقيات لKriminalkommissarin و Kriminitätin .  

### شارة الرتبة
| Sicherheitspolizei                                             | شارة رتبة     | Sicherheitsdienst      |
| -------------------------------------------------------------- | ------------- | ---------------------- |
| متشدد                                                          |               | SS-Oberscharführer     |
| متشدد                                                          |               | SS-Hauptscharführer    |
| Krجينsekretär                                                  |               | SS-Untersturmführer    |
| Krunalobersekretär                                             |               | SS-Untersturmführer    |
| Krunginspektor                                                 |               | SS-Obersturmführer     |
| Kriminkommissar                                                |               | SS-Obersturmführer     |
| Kriminkommissar                                                |               | SS-Hauptsturmführer    |
| كرينجرات                                                       |               | SS-Hauptsturmführer    |
| كرينجرات                                                       |               | SS-Sturmbannführer     |
| Kriminédirektor                                                |               | SS-Sturmbannführer     |
| Regierungs- und Krungrat                                       |               | SS-Sturmbannführer     |
| Oberregierungs- und Krungrat                                   |               | SS-Obersturmbannführer |
| Regierungs- und Krbitriirektor </br> Reichskr Criminaldirektor |               | SS-Standartenführer    |
| Regierungs- und Krbitriirektor </br> Reichskr Criminaldirektor | SS-Oberführer |                        |

## نسب السكان وطرقه وفعاليته
خلافا للاعتقاد الشائع، لم يكن الغيستابو وكالة شاملة وقوية في المجتمع الألماني.  في ألمانيا، كان لدى العديد من البلدات والمدن أقل من 50 موظفًا رسميًا من الجستابو. على سبيل المثال، في عام 1939 كان لدى Stettin و Frankfurt am Main فقط ما مجموعه 41 من رجال الجستابو مجتمعين.  في دوسلدورف، كان مكتب الجستابو المحلي المكون من 281 رجلاً فقط مسؤولاً عن منطقة الراين السفلى بأكملها ، والتي تضم 4 ملايين شخص.  "V-men"، كما يُعرف عملاء الجستابو السريون ، للتسلل إلى جماعات المعارضة الاشتراكية الديمقراطية والشيوعية، لكن هذا كان الاستثناء أكثر وليس القاعدة.  كان لدى مكتب الجستابو في ساربروكن 50 مخبرًا كامل المدة في عام 1939.  قام مكتب المقاطعة في نورمبرج، الذي كان مسؤولًا عن شمال بافاريا، بتوظيف ما مجموعه 80-100 مخبر بدوام كامل بين عامي 1943 و 1945.  غالبية مخبري الجستابو لم يكونوا مخبرين كاملين يعملون بشكل سري ، لكنهم كانوا مواطنين عاديين إلى حد ما اختاروا استنكار أشخاص آخرين إلى الجستابو. 

## محاكمات نورمبرغ

### ما بعد
في عام 1997، حولت كولونيا المقر الإقليمي السابق للجستابو في كولون - EL-DE Haus - إلى متحف لتوثيق إجراءات الجستابو. 

## القيادة
صورة
|  | {{{officeholder}}} |
|  | {{{officeholder}}} |
|  | {{{officeholder}}} |

- Heinrich Baab (SiPo-SD Frankfurt)
- كلاوس باربي (SiPo-SD Lyon)
- فيرنر بيست (SiPo-SD Copenhagen)
- Karl Bömelburg (Head of Gestapo, Southern France)
- Theodor Dannecker (SiPo-SD Paris)
- رودلف ديلز (Gestapo Chief 1933–1934)
- أدولف أيخمان (RSHA Berlin)
- Gerhard Flesch
- هيرمان غورينغ (Founder of the Gestapo)
- Viktor Harnischfeger (Düsseldorf Gestapo Criminal Commissar)
- راينهارد هايدريش (SD, SiPo, Gestapo Chief 1934–1939, RSHA Chief 1939–1942)
- هاينريش هيملر (Reichsführer-SS)
- إرنست كالتينبرونر (RSHA Chief 1943–1945)
- Herbert Kappler (SD Chief Rome)
- Helmut Knochen (Paris)
- Kurt Lischka (Paris)
- Ernst Misselwitz (Hauptscharführer SiPo-SD Paris)
- فيوليت موريس
- هاينرش مولر (Gestapo Chief 1939–1945)
- كارل أوبيرج (Paris)
- Pierre Paoli (Head of Gestapo, Central France)
- Oswald Poche (Chief of Frankfurt Lindenstrasse station)
- Henry Rinnan
- Karl Eberhard Schöngarth
- Max Wielen

## وصلات خارجية
- مسرد ألمانيا النازية
- جاهايمه فيلدبوليتساي - خدمة الشرطة العسكرية السرية في الفيرماخت
- Harold Cole —POW الذي عمل مع الجستابو لخيانة المقاومة الفرنسية
- تم تأسيس فيلق HIPO في الدنمارك عام 1944 بواسطة الغيستابو
- OVRA - جهاز المخابرات المدنية الإيطالية الفاشية
- شتازي- شرطة الأمن التابعة لجمهورية ألمانيا الديمقراطية
- Tokkō -  [لغات أخرى]‏ يشار إليها عادةً باسم نسخة الإمبراطورية اليابانية من الغيستابو
- أدولف هتلر
  - هيرمان غورينغ
  - الرايخ الثالث
  - جوزيف غوبلز
  - أدولف أيخمان
  - الحرب العالمية الثانية
  - الحل الأخير
  - محاكم نورمبرغ
  - هينريك هيملر
  - معسكر اعتقال